# Kakisa
Kakisa (Slavey: K’agee; „zwischen Weiden“) ist ein „Designated Authority“ in der Dehcho Region in den Nordwest-Territorien, Kanada.
Die Gemeinde liegt am gleichnamigen See, südöstlich von Fort Providence. Ursprünglich am Tathlina Lake gelegen, zog die Gemeinde 1962, an den heutigen, näher am Mackenzie Highway gelegenen Ort. Dieser ist durch eine 13 km lange Straße mit dem Highway verbunden.

## Demografie
In Kakisa ist ein Bevölkerungsanstieg zu verzeichnen. 1996 zählten die Statistiker noch 36, 2001 bereits 40 und bei dem letzten Zensus 2006 zählten sie 55 Einwohner. Alle Einwohner sprachen Englisch, die meistgesprochene Sprache war für jeweils 20 Personen South Slavey, für 25 bzw. 35 Personen Englisch. Die Dene der Gemeinde werden von den Ka’agee Tu First Nation repräsentiert und gehören den Dehcho First Nations an.

## Dienstleistungen
Die nächste Royal Canadian Mounted Police Station ist in Fort Providence. Es gibt keine Gesundheitsversorgung und nur einen Lebensmittelladen. „Kakisa Lake School“ geht bis zur 10. Klasse.